# Guðrún Sóley Gunnarsdóttir
Guðrún Sóley Gunnarsdóttir (Seltjarnames, 15 september 1981) is een IJslands voetbalspeelster. 
In 1999 werd zij verkozen tot Player´s Young Player of the year in IJsland.

## Statistieken
| Seizoen | Club   | Land    | Competitie | Wedstrijden | Doelpunten |
| ------- | ------ | ------- | ---------- | ----------- | ---------- |
| 2008    |        | Zweden  | DAM        | ?           | 2          |
| 2009    |        | Zweden  | DAM        | 15          | 2          |
| 2010    |        | IJsland | URW        | 0           | 0          |
| Totaal  | Totaal | Totaal  | Totaal     | 15          | 4          |

Laatste update: maart 2021

## Interlands
In 2009 speelde zij voor het IJslands vrouwenvoetbalelftal op het Europees kampioenschap voetbal.